# Passavant-la-Rochère
Passavant-la-Rochère ist eine Gemeinde im französischen Département Haute-Saône in der Region Bourgogne-Franche-Comté.

## Geographie
Passavant-la-Rochère liegt auf einer Höhe von 260 m über dem Meeresspiegel, 19 Kilometer nordöstlich von Jussey und etwa 40 Kilometer nordnordwestlich der Stadt Vesoul (Luftlinie). Das Dorf erstreckt sich im äußersten Norden des Departements, leicht erhöht über dem Zusammenfluss von Morte-Eau und Ruisseau de la Noue le Châtelain, am Südwestrand der Höhen des Mont Paron.
Die Fläche des 29,89 km² großen Gemeindegebiets umfasst einen Abschnitt in der leicht gewellten Landschaft östlich des oberen Saônetals. Von Nordosten nach Südwesten wird das Gebiet von der Talniederung der Morte-Eau durchquert, die für die Entwässerung über den Côney zur Saône sorgt. Nördlich von Passavant wird sie zum Étang Neuf aufgestaut. Ihre Talniederung weist eine Breite von maximal einem Kilometer auf. Von Norden und Nordwesten erhält die Morte-Eau Zufluss von den Bächen Ruisseau du Mesnil, Ruisseau de la Noue le Châtelain und Ruisseau du Mirnaut, deren Täler in das Plateau eingetieft sind.
Flankiert wird das Talsystem der Morte-Eau von einem Plateau, das durchschnittlich auf 270 m liegt und überwiegend landwirtschaftlich genutzt wird. Im Süden erstreckt sich das Gemeindeareal bis in die Talaue des Côney, zu dem parallel die Wasserstraße des Canal de l’Est verläuft. Im Norden leitet eine rund 50 m hohe Geländestufe zur fast durchgehend bewaldeten Hochfläche des Bois de Passavant (330 m) über. Die östliche Abgrenzung wird durch den breiten ebenfalls bewaldeten (Forêt Domaniale de Selles et Passavant) Höhenrücken des Mont Paron, auf dem mit 452 m die höchste Erhebung von Passavant-la-Rochère erreicht wird. In geologisch-tektonischer Hinsicht besteht das Gelände zur Hauptsache aus Buntsandstein der unteren Trias. An einigen Orten treten Muschelkalk der Mitteltrias und sandig-mergelige sowie kalkige Sedimente zutage, die während der Lias (Unterjura) abgelagert wurden.
Die Gemeinde besteht aus folgenden Ortsteilen:
- Passavant (260 m) am Zusammenfluss von Morte-Eau und Ruisseau de la Noue le Châtelain
- La Côte (270 m) auf dem Plateau östlich des Tals der Morte-Eau
- La Rochère (280 m) in einer Rodungsinsel im Talbecken der Morte-Eau zwischen Bois de Passavant im Norden und Mont Paron im Osten

Nachbargemeinden von Passavant-la-Rochère sind Claudon und Hennezel im Norden, Ambiévillers, Pont-du-Bois und Selles im Osten, La Basse-Vaivre, Demangevelle und Vougécourt im Süden sowie Martinvelle im Westen.

## Geschichte
Durch das Gebiet führte ein römischer Verkehrsweg, was auf eine sehr frühe Besiedlung hindeutet. Erstmals urkundlich erwähnt wird Passavant im Jahr 1179. Die Ortschaft befand sich im Grenzbereich von Burgund, Lothringen und der Champagne. Passavant entwickelte sich im Mittelalter zum Mittelpunkt einer Herrschaft und war ein befestigter Burgflecken. Seit etwa 1475 erlangte das Gebiet Bekanntheit mit der Gründung einer der ersten Glashütten im Königreich Frankreich. Während des Dreißigjährigen Krieges wurde der Ort 1636 von Truppen des Herzog Bernhards von Sachsen-Weimar heimgesucht, wobei zahlreiche Bewohner getötet wurden.
Das Gebiet bestand aus vier Municipalités (Gemeinden): Passavant, La Rochère und La Côte-des-Vosges (oder Côte-Française) in der Champagne und La Côte de Passavant (oder Côte Lorraine) in Lothringen. Erst mit dem Fall Lothringens an Frankreich (1766), im Vollzug des Wiener Friedens, waren alle Municipalités unter der französischen Krone vereinigt. Das ganze Gebiet wurde – zum Missfallen der mehrheitlich nichtlothringischen Bewohner – der Provinz Lothringen zugeschlagen und kam 1790 zum Département Vosges und bildete seit dieser Zeit die Gemeinde Passavant-la-Rochère. Per Dekret vom 4. Februar 1791 wurde die Gemeinde dem Département Haute-Saône zugeteilt. Mit der Einweihung der Bahnlinie von Jussey nach Épinal 1886 wurde Passavant an das französische Eisenbahnnetz angeschlossen. Der Personenverkehr wurde 1944, der Güterverkehr ab 1951 eingestellt.

## Sehenswürdigkeiten
Die dreischiffige Kirche von Passavant wurde 1843 an der Stelle einer ehemaligen Kapelle im klassischen Stil neu erbaut. Zur Ausstattung gehören die Altäre aus dem 18. Jahrhundert und verschiedene Statuen und Statuetten. Die Kapelle Saint-Antoine östlich des Tales stammt ursprünglich aus dem 13. Jahrhundert (Chorraum) und wurde im 16. Jahrhundert erneuert; Altar und Statuen wurden im 17. Jahrhundert gefertigt.
Vom ehemaligen Herrschaftssitz ist der runde Donjon (Bergfried) aus dem 13. Jahrhundert erhalten, der als Monument historique klassiert ist. Zu den weiteren Sehenswürdigkeiten zählt der Eisenbahnviadukt, der das Tal der Morte-Eau überspannt. Passavant besitzt ein Museum mit einer Sammlung moderner Kunst. In La Rochère befindet sich die Kristallglasmanufaktur, die alljährlich von mehr als 120 000 Personen besucht wird.

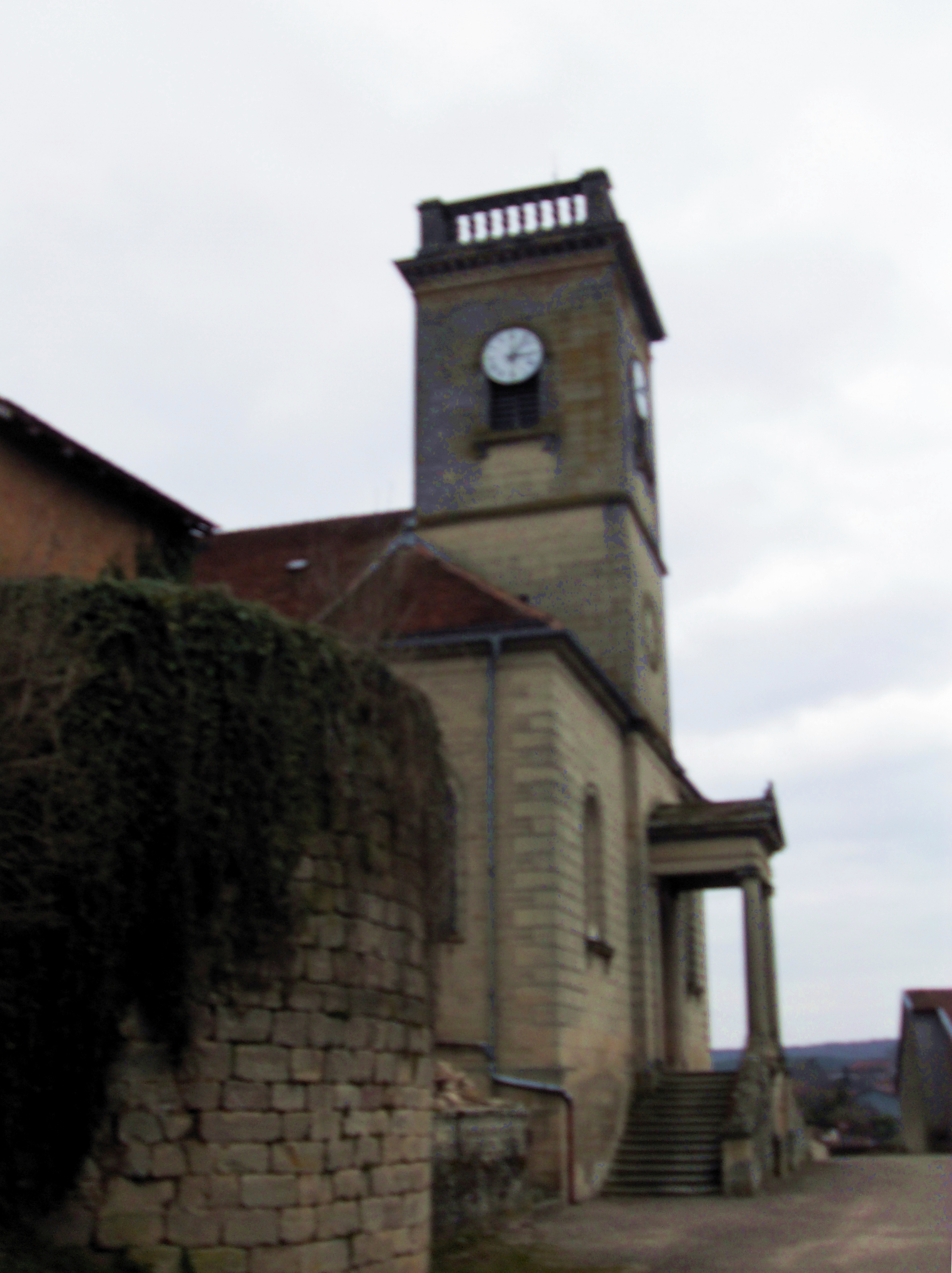
Turm der dreischiffigen Kirche Notre-Dame
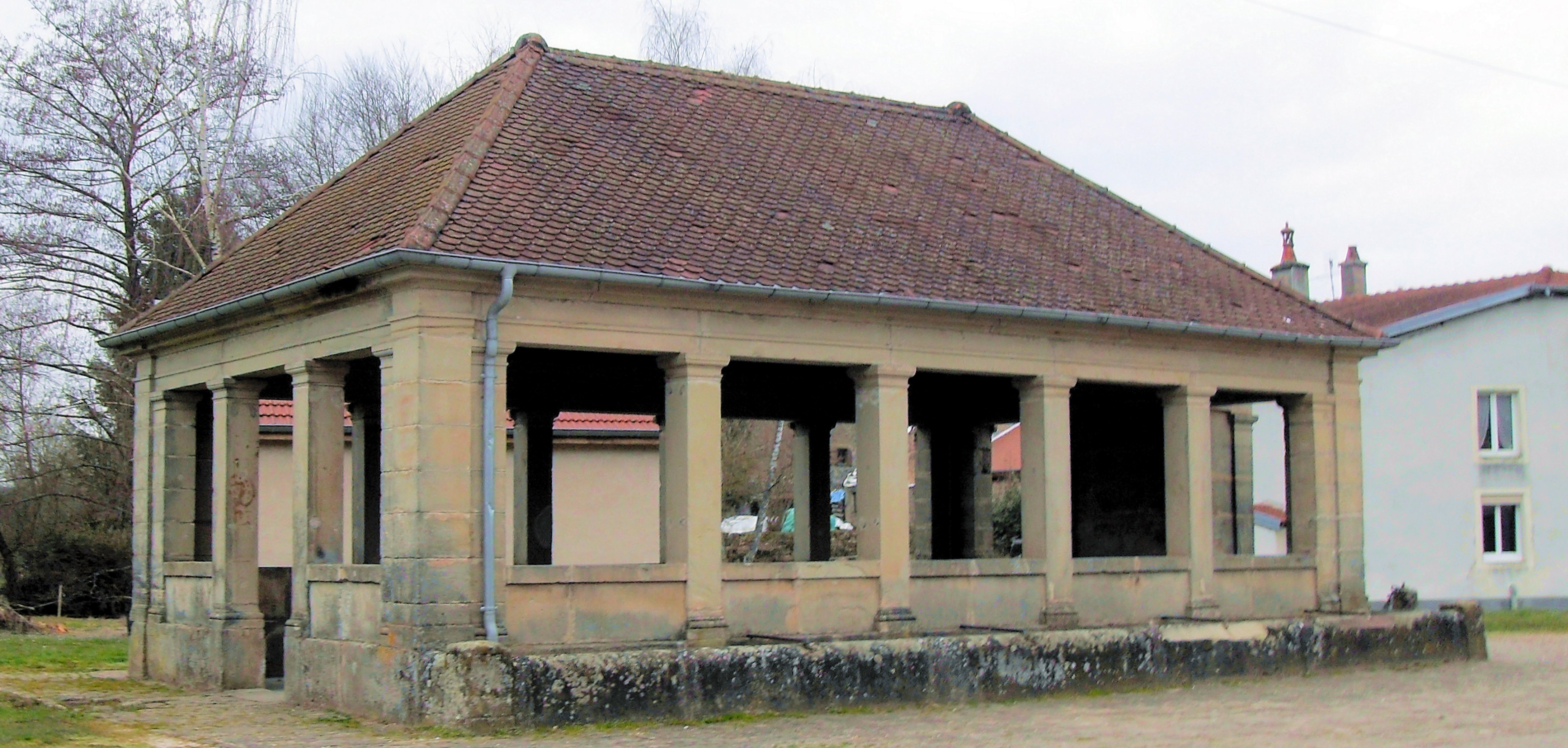
Lavoir in Passavant

## Bevölkerung
| Jahr                       | 1962 | 1968 | 1975 | 1982 | 1990 | 1999 | 2006 | 2017 |
| Einwohner                  | 1220 | 1210 | 1182 | 1095 | 874  | 803  | 725  | 603  |
| Quellen: Cassini und INSEE |      |      |      |      |      |      |      |      |

Mit 537 Einwohnern (1. Januar 2022) gehört Passavant-la-Rochère zu den mittelgroßen Gemeinden des Départements Haute-Saône. Den bisherigen Höchststand der Einwohnerzahl erreichte Passavant-la-Rochère im Jahr 1886 zur Zeit der größten Blüte der Kristallglasfabrik, als 1862 Personen gezählt wurden. Während des gesamten 20. Jahrhunderts wurde ein kontinuierlicher Rückgang der Bevölkerungszahl verzeichnet.

## Wirtschaft und Infrastruktur
Passavant-la-Rochère war schon früh durch die Glashütte und metallverarbeitende Industrie geprägt. Heute ist die Kristall- und Glasfabrik Verrerie La Rochère die wichtigste Arbeitgeberin der Region. Sie wurde 1475 von einer adligen Familie gegründet und befand sich im 19. Jahrhundert unter der Leitung von François-Xavier Fouillot, der das Unternehmen erwarb. Es befindet sich bis heute im Besitz seiner Nachkommen. Seit den 1970er Jahren ist die Produktion teilweise mechanisiert. Daneben gibt es zahlreiche Betriebe des Kleingewerbes, vor allem in den Branchen Feinmechanik, Metall- und Holzverarbeitung, Bauwesen sowie Autogaragen. Als regionales Kleinzentrum hat Passavant-la-Rochère verschiedene Dienstleistungsbetriebe und Einzelhandelsgeschäfte für den täglichen Bedarf.
Die Ortschaft liegt abseits der größeren Durchgangsachsen an einer Departementsstraße, die von Jussey nach Darney führt. Weitere Straßenverbindungen bestehen mit Martinvelle, Selles und La Basse-Vaivre.